# Tentlingen
Tentlingen (französisch Tinterin; Freiburger Patois Tinterinⓘ) ist eine politische Gemeinde im Sensebezirk des Kantons Freiburg in der Schweiz. Genauer liegt Tentlingen im Senseoberland.

## Geographie

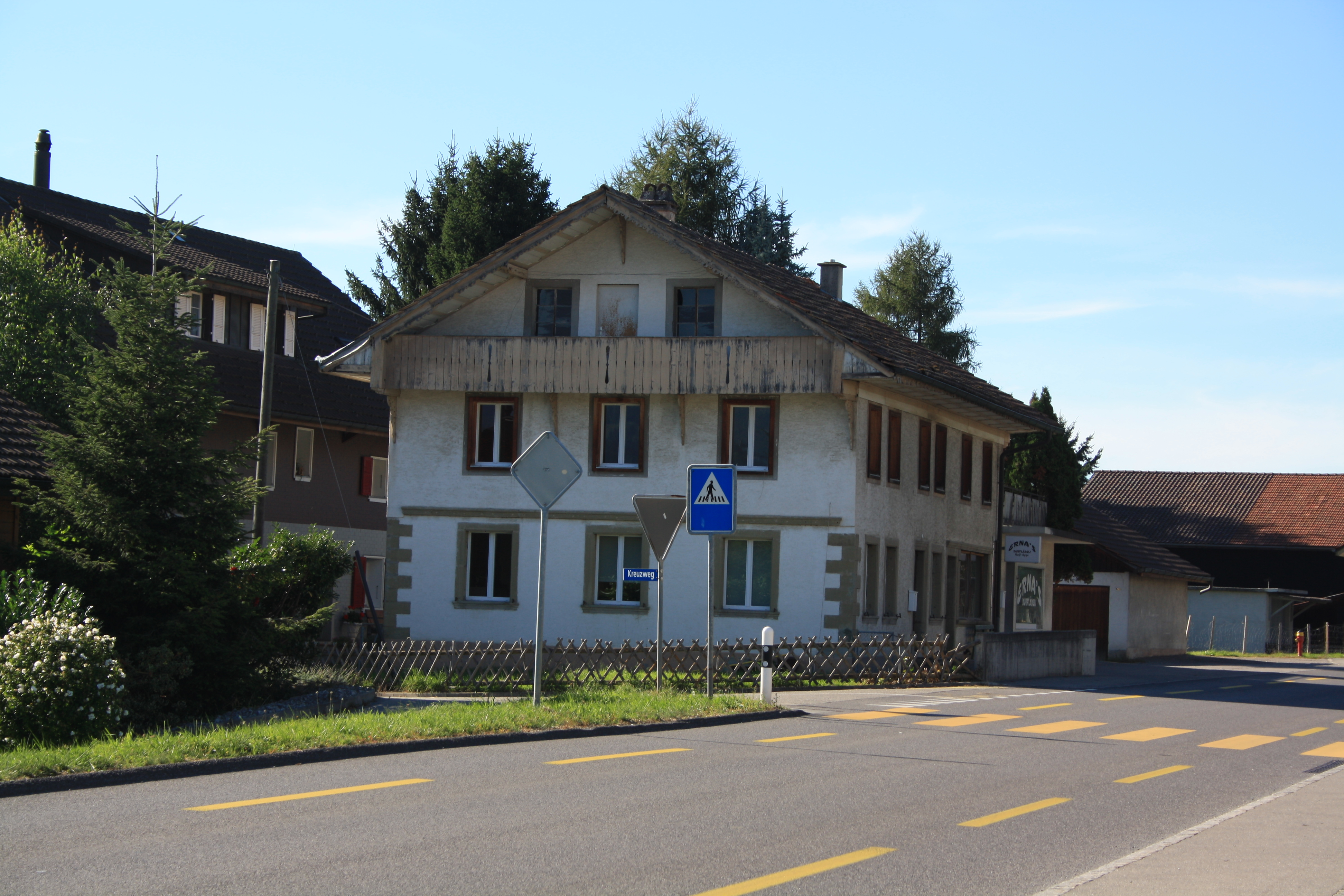
Haus in Tentlingen

Tentlingen liegt auf 728 m ü. M., 5 km südöstlich der Kantonshauptstadt Freiburg (Luftlinie). Das Dorf erstreckt sich an aussichtsreicher Lage auf dem Hochplateau nördlich des Tals der Ärgera (französisch: Gérine), im Hügelland des östlichen Freiburger Mittellandes.
Die Fläche des 3,7 km² grossen Gemeindegebiets umfasst einen Abschnitt der Molassehöhen östlich des Saanetals im Alpenvorland. Der zentrale Teil des Gebietes wird vom Plateau von Tentlingen eingenommen, das gegen Norden allmählich zur Talniederung des Tasbergbaches (auch Fromattbach genannt) senkt. Im Osten wird oberhalb von Obertswil auf dem Hübeli mit 790 m ü. M. der höchste Punkt von Tentlingen erreicht. Gegen Süden fällt das Plateau mit einem Steilhang zum Tal der Ärgera ab, die einen rund 500 m breiten, mit Schotter gefüllten Talboden besitzt. Die Auenlandschaft befindet sich noch weitgehend in naturnahem Zustand. Südwestlich der Ärgera reicht der Gemeindeboden auf die Höhe von Buch (bis 765 m ü. M.) und wird durch den Nesslerabach begrenzt. Von der Gemeindefläche entfielen 2019 15,6 % auf Siedlungen, rund 16 % auf Wald und Gehölze, 66 % auf Landwirtschaft, und 2,7 % war unproduktives Land.
Zu Tentlingen gehören die Industriesiedlung Stersmühle (677 m ü. M.) in der Talebene der Ärgera, die Weiler Präderwan (735 m ü. M.) und Obertswil (759 m ü. M.) südlich des Tals des Tasbergbaches, Brädelen (675 m ü. M.) in der Talaue zwischen Nesslerabach und Ärgera sowie mehrere Einzelhöfe. Nachbargemeinden von Tentlingen sind St. Ursen, Rechthalten, Giffers, St. Silvester, Le Mouret, Villarsel-sur-Marly und Pierrafortscha.

## Geschichte

Luftbild (1967)

Der Ort wurde zwischen dem 9. und 10. Jahrhundert von alemannischen Siedlern gegründet. Die älteste erhaltene urkundliche Erwähnung datiert auf das Jahr 1201. Der damalige romanische Name lautete Tentenens. Später erschienen die deutschen Bezeichnungen Tintingen (1363), Tentlichen (1449) und Tentlingen (1466), während auch die französischen Versionen Tenterens (1445) und Tenterin (1861) überliefert sind
. Der Ortsname geht vermutlich auf den germanischen Personennamen Tanto oder Dandil zurück und bedeutet mit dem Suffix -ingen so viel wie bei den Leuten des Tanto/Dandil.
Im Mittelalter gehörte Tentlingen den Grafen von Thierstein. Spätestens 1442 gelangte das Dorf durch Kauf unter die Herrschaft von Freiburg und wurde der Alten Landschaft (Burgpanner) zugeordnet. Seit dem 16. Jahrhundert hatte das Kloster Magerau reichen Grundbesitz auf dem Gebiet von Tentlingen. Nach dem Zusammenbruch des Ancien Régime (1798) gehörte das Dorf während der Helvetik und der darauf folgenden Zeit zum Distrikt Freiburg und ab 1831 zum Deutschen Bezirk Freiburg, bevor es 1848 mit der neuen Kantonsverfassung in den neu geschaffenen Sensebezirk eingegliedert wurde. Bis 1831 gehörte Tentlingen zur Pfarrgemeinde Giffers, seither bildet es eine eigenständige politische Gemeinde.

## Wappen
Die Blasonierung des Gemeindewappens lautet: «Schräg graviert von Silber und Rot, im Schildhaupt überdeckt von goldenem Joch.»
Das Wappen wurde in den 1930er Jahren angenommen und basiert auf jenem der Familie Corpataux, welche einst einen bedeutenden Teil des Gebietes hier besass, lediglich das Joch wurde von der Gemeinde beigefügt, dieses befand sich so auf dem Banner der Militärkompanie im 15. Jahrhundert.

## Bevölkerung
Mit 1358 Einwohnern (Stand 31. Dezember 2023) gehört Tentlingen zu den mittelgrossen Gemeinden des Kantons Freiburg. Von den Bewohnern sind 87,0 % deutschsprachig, 9,8 % französischsprachig, und 1,1 % sprechen Albanisch (Stand 2000). Die Bevölkerungszahl von Tentlingen belief sich 1900 auf 416 Einwohner. In der ersten Hälfte des 20. Jahrhunderts pendelte die Bevölkerungszahl um 400 Personen. Seit 1960 (498 Einwohner) wurde jedoch eine deutliche Bevölkerungszunahme verbunden mit einer Verdoppelung der Einwohnerzahl innerhalb von 40 Jahren verzeichnet.
| Jahr | Zahl der Einwohner |
| ---- | ------------------ |
| 1811 | 177                |
| 1831 | 223                |
| 1850 | 256                |
| 1860 | 330                |
| 1870 | 358                |
| 1880 | 441                |
| 1890 | 443                |
| 1900 | 416                |
| 1910 | 402                |
| 1920 | 418                |
| 1930 | 376                |
| 1940 | 407                |
| 1950 | 469                |
| 1960 | 498                |
| 1970 | 598                |
| 1980 | 747                |
| 1990 | 899                |
| 1998 | 1'144              |
| 1999 | 1'152              |
| 2000 | 1'128              |
| 2010 | 1'218              |
| 2020 | 1'352              |
| 2023 | 1'348              |

## Wirtschaft

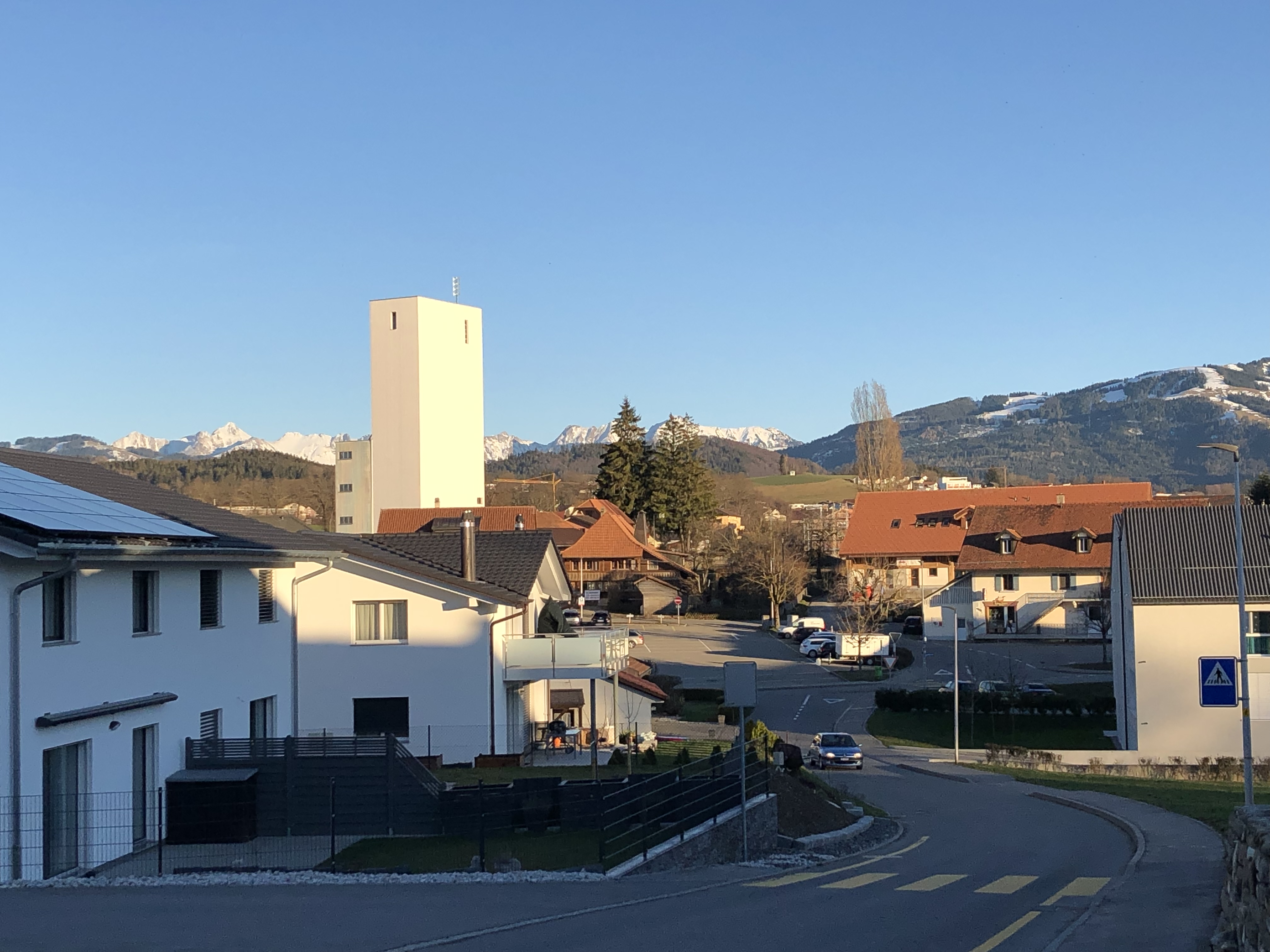
Blick auf das Zentrum der Gemeinde Tentlingen

Tentlingen war bis in die zweite Hälfte des 20. Jahrhunderts ein vorwiegend durch die Landwirtschaft geprägtes Dorf. Heute haben die Milchwirtschaft, die Viehzucht und der Ackerbau nur noch einen geringen Stellenwert in der Erwerbsstruktur der Bevölkerung. Zahlreiche weitere Arbeitsplätze sind im lokalen Kleingewerbe und im Dienstleistungssektor vorhanden. In Tentlingen sind Betriebe des Holzbaus, des Baugewerbes, der Informatik, des Landmaschinenbaus, mechanische Werkstätten ansässig. Im Gebiet Stersmühle war bis 2021 ein Kieswerk in Betrieb; mit dem Rückbau der Anlage kann der Uferbereich der Ärgera mit ihrer bedeutenden Auenlandschaft renaturiert werden.
In den letzten Jahrzehnten hat sich das Dorf dank seiner attraktiven Lage auch zu einer Wohngemeinde entwickelt. Viele Erwerbstätige sind deshalb Wegpendler, die hauptsächlich in der Region Freiburg arbeiten.

## Verkehr
Die Gemeinde ist verkehrsmässig recht gut erschlossen. Sie liegt an der Hauptstrasse von Freiburg nach Plaffeien. Durch die Buslinien der Transports publics fribourgeois, welche die Strecken von Freiburg in den oberen Sensebezirk bedienen, ist Tentlingen gut an das Netz des öffentlichen Verkehrs angebunden.

## Kultur und Sehenswürdigkeiten

### Sehenswürdigkeiten
Südlich des Dorfes steht der um 1760 an der Stelle einer mittelalterlichen Burg erbaute Herrensitz Sulzer. Tentlingen besitzt keine eigene Kirche, es gehört zur Pfarrei Giffers. Das Ofenhaus in der Stersmühle wurde 1783 erbaut und im Jahr 1987 der Gemeinde Tentlingen geschenkt. In der Nähe des Gemeindehauses stand ein Bauernhaus aus dem späten 18. Jahrhundert, das sogenannte Tentlinger-Haus. Dieses gehörte der Familie Corpataux, auf die das Tentlinger Wappen zurückgeht. Im Jahr 1983 wurde das Haus an seinen neuen Standort im Freilichtmuseum Ballenberg versetzt.

## Bildergalerie

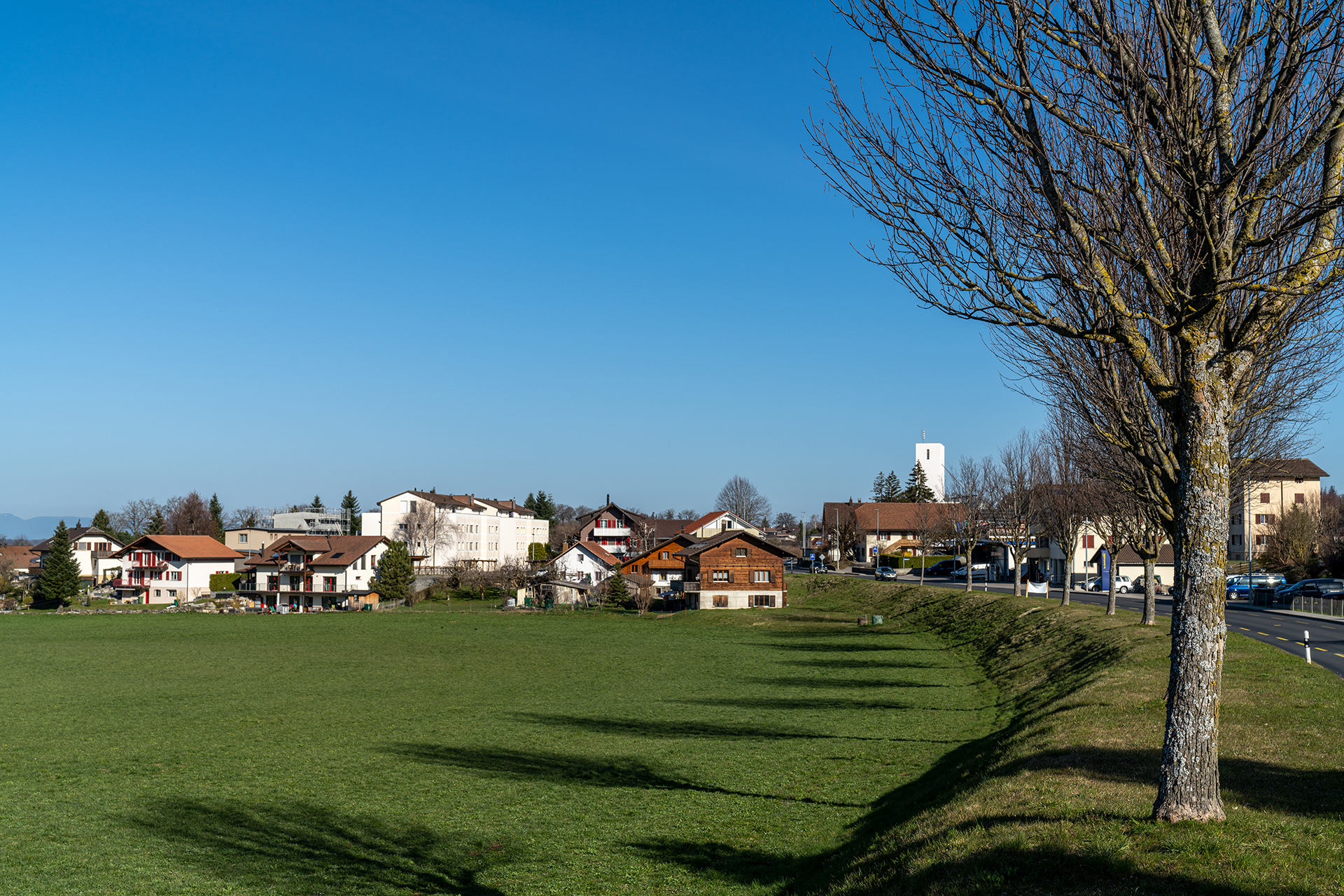
Östlicher Teil
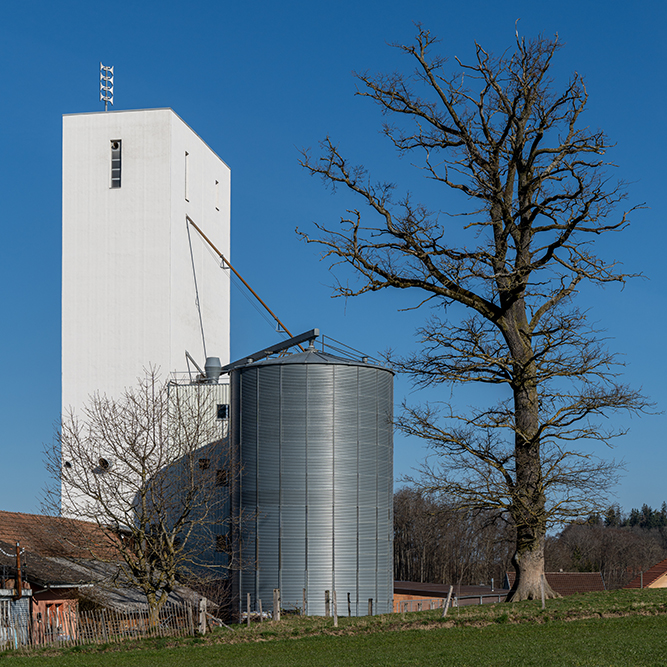
Landi Sense Oberland
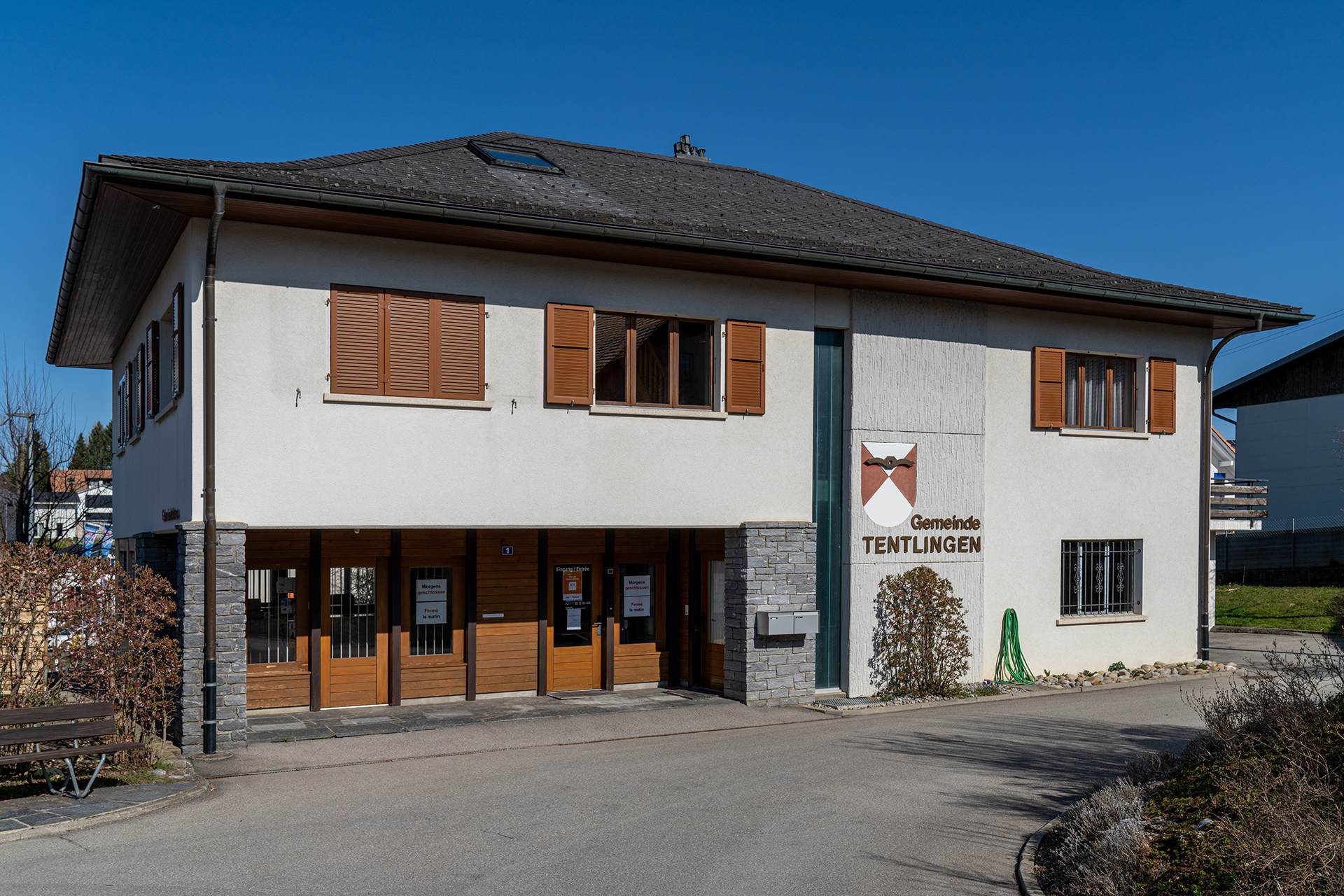
Gemeindeverwaltung
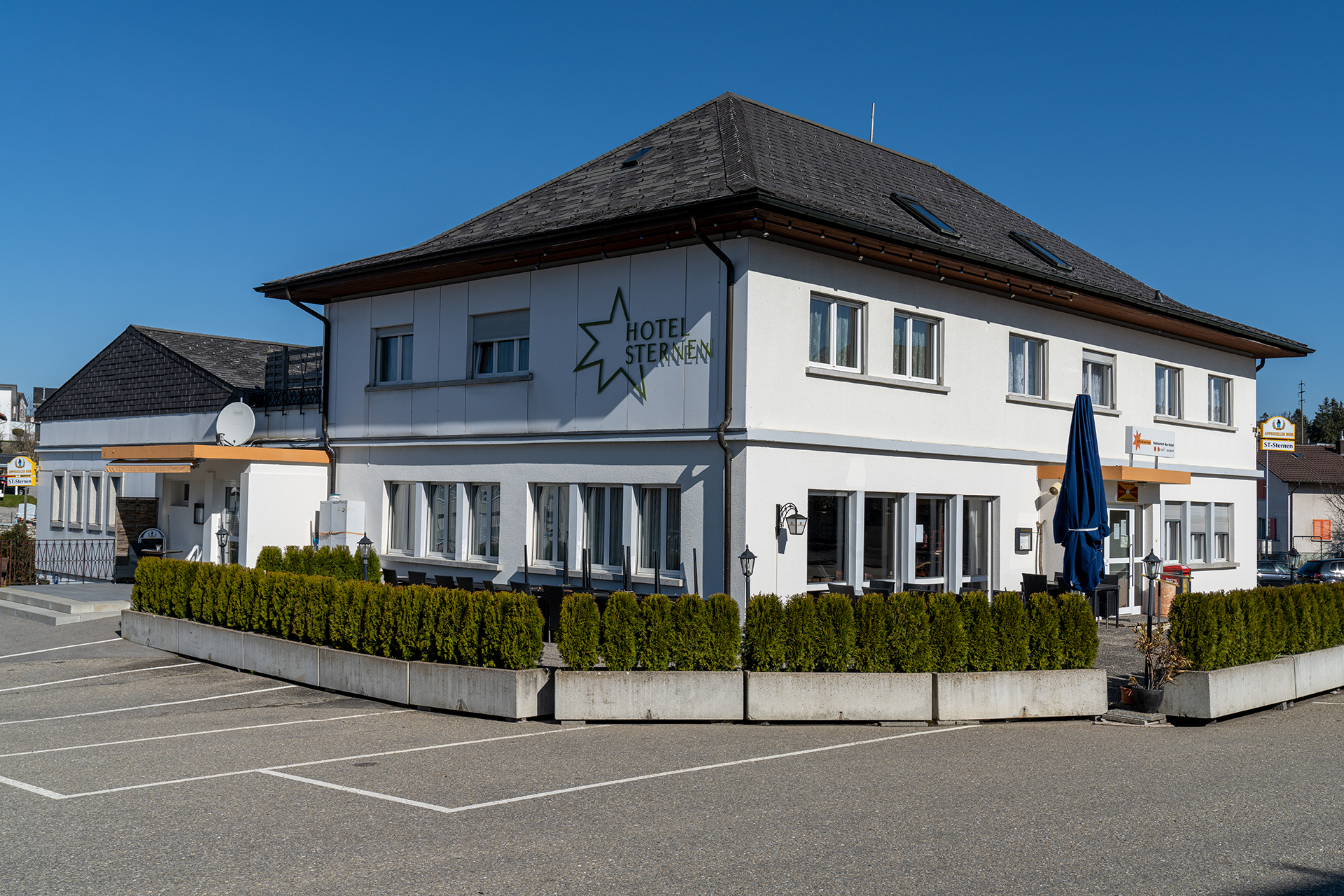
Restaurant Sternen
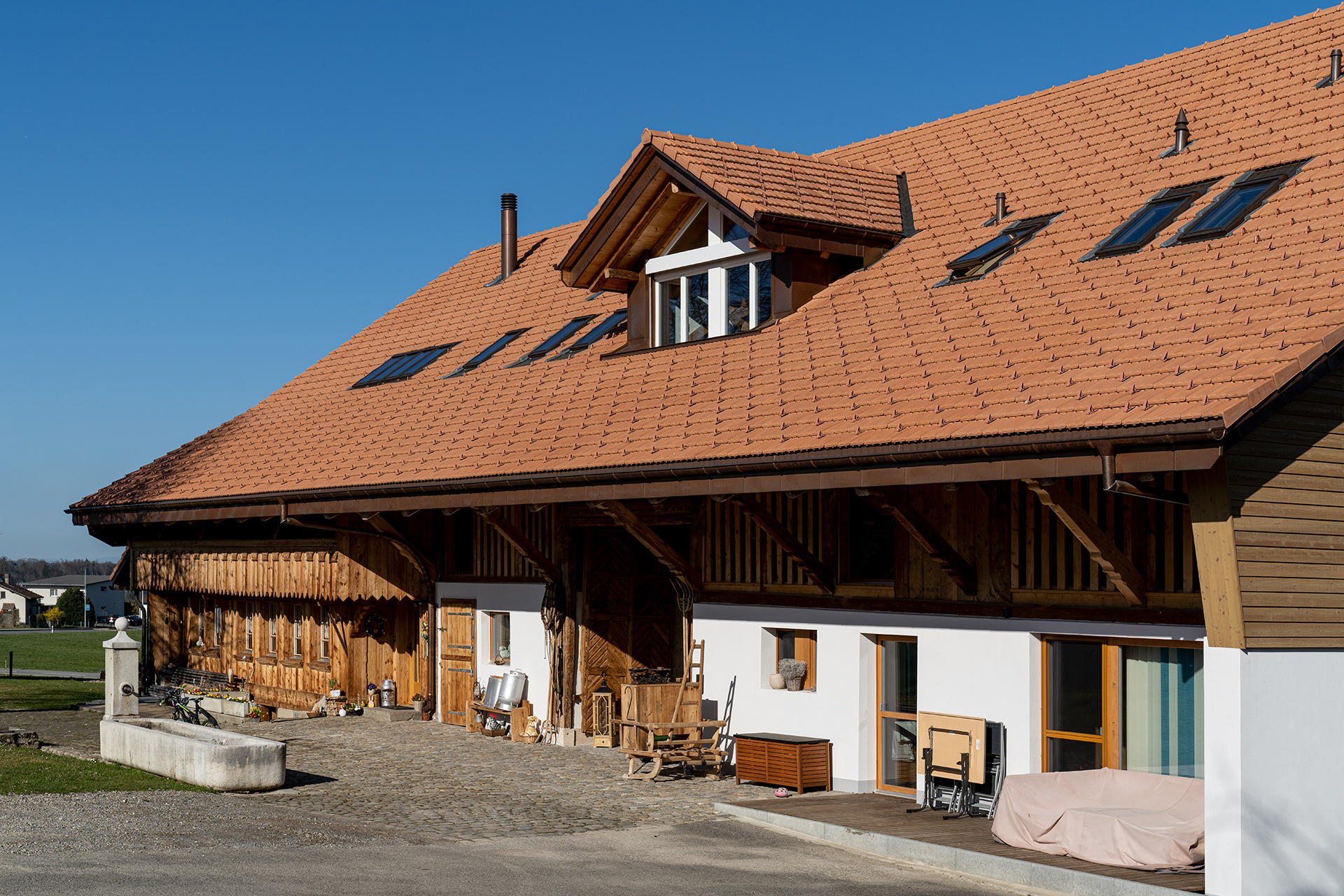
Bauernhaus (1770)

### Vereine
In Tentlingen gibt es 17 aktive Vereine. Viele dieser Vereine sind gemeinsam auch im Nachbarort Giffers aktiv, zum Beispiel die Feldschützengesellschaft Giffers-Tentlingen, der Fussballclub Giffers-Tentlingen oder die Musikgesellschaft Giffers-Tentlingen.
- Cäcilienverein Giffers-Tentlingen
- Elternverein Giffers-Tentlingen
- Feldschützengesellschaft Giffers-Tentlingen
- Feuerwehrverein
- First Responder Plus
- Forum für das Alter Giffers-Tentlingen
- Fussballclub Giffers-Tentlingen
- Gewerbeverein Giffers-Tentlingen
- Jubla Giffers-Tentlingen
- Katholische Arbeiterbewegung KAB
- Landfrauenverein Giffers-Tentlingen
- Musikgesellschaft Giffers-Tentlingen
- Singschule Sense
- Sportschützen Giffers-Tentlingen
- Sportverein Giffers-Tentlingen
- Unihockey Aergera Giffers
- Vinzenzgemeinschaft Giffers-Tentlingen